# 喬恩·科爾津
喬恩·科爾津（英語：Jon Corzine；1947年1月1日—）是美国的一位政治人物。

## 生平
在2001年至2006年期間，他是紐澤西州的兩位參議院議員之一。2006年至2010年期間，科爾津曾經擔任紐澤西州州長職務。他的黨籍是民主黨。他也曾是高盛公司的CEO。
喬恩·科爾津1969年本科毕业于伊利诺伊大学厄巴纳-尚佩恩分校，1973年获得芝加哥大学工商管理硕士学位（MBA）。